# Nervijuncta laffooni
Nervijuncta laffooni är en tvåvingeart som beskrevs av Lane 1952. Nervijuncta laffooni ingår i släktet Nervijuncta och familjen hårvingsmyggor. Inga underarter finns listade i Catalogue of Life.